# Argungu
Argungu ist eine Stadt und zugleich eine Local Government Area (Verwaltungsbezirk) im nigerianischen Bundesstaat Kebbi. Der Ort Argungu liegt am Fluss Sokoto, hat Berechnungen 2012 zufolge  35.168 Einwohner und ist ein bedeutendes Zentrum der regionalen Landwirtschaft. Zu seinen wichtigsten Agrarprodukten gehören Tabak, Erdnüsse, Reis und Hirse. Argungu ist auch Austragungsort eines internationalen Fischereiwettbewerbs.

## Geschichte
Nachdem der von Hausa bewohnte Staat Kebbi 1808 durch das Reich der Fulbe besiegt worden war, flohen die Herrscher von Kebbi nach Argungu, um dort ein neues Emirat zu gründen. Dem benachbarten Gwandu, das Kebbi 1831 eroberte, gelang es nicht, Argungu vollständig zu unterwerfen; in der Folgezeit kam es dort zu mehreren Aufständen. Gegen Ende des 19. Jahrhunderts war aus Argungu faktisch ein unabhängiger Staat geworden; allerdings geriet es 1902 unter britische Herrschaft.
Das Gebäude des Kanta-Museums, neben dem Hauptmarkt gelegen, wurde 1831 errichtet und nach Muhammed Kanta benannt, der das Königreich Kebbi 1515 gegründet hatte. Es diente bis zum Bau eines neuen Verwaltungspalais durch die Briten 1942 als Palast des Emirs. Seit 1958 ist es ein Geschichtsmuseum und zugleich Grabstätte der örtlichen Emire.

## Fischereifestival
In Argungu wird seit 1934 ein Fest ausgetragen, das der Emir von Argungu ursprünglich zu Ehren des Sultans von Sokoto gegeben hat. Dieses wurde jährlich wiederholt, und später nahmen alle Regenten von Sokoto daran teil. Es sind Reiterspiele enthalten, Ringkämpfe, Musik und Tanz. Der Höhepunkt ist ein Fischereiwettbewerb im Sokoko, bei dem die Teilnehmer auf Kalebassen schwimmend mit Netzen oder mit der bloßen Hand fischen. Das Fest wurde 2016 als „Internationales Fischerei- und Kulturfestival“ in die UNESCO-Liste des immateriellen Kulturerbes der Menschheit aufgenommen wurde.